# Vodotěsný beton
Vodotěsný beton je beton, jehož vodotěsnost je definována hloubkou průsaku podle ISO 7031 a podle ČSN EN 206. Beton je vodotěsný, pokud je průměrná hloubka průsaku menší než 20 mm a maximální průsak není větší než 50 mm.
Vodotěsný beton je určen pro konstrukce, které jsou dlouhodobě jednostranně vystaveny vodnímu tlaku. Jedná se o běžná vodní díla jako přehrady, úpravny vody, vodojemy, čistírny odpadních vod, hráze nebo jezy. Pokud je vodostavební beton vystaven rychle proudící vodě, zejména se splaveninami, musí být odolný také proti mechanickému zatížení, tzv. obrusu. Často musí být tento beton také mrazuvzdorný. Výhodou vodotěsných betonů je to, že oproti jiným materiálům, zejména kovům, odolávají účinkům vody, aniž by potřebovaly údržbu.